# Umgransele
Umgransele är en småort i Lycksele kommun, Västerbottens län.